# Комков, Аркадий Иванович
Аркадий Иванович Комков (23 января 1903 — 19 ноября 1976) — директор Калининского комбината искусственного волокна, Герой Социалистического Труда.

## Биография
В 1932 году окончил Московский энергетический институт.
С 1940 года работал директором текстильной фабрики «Авангард» в городе Юрьев-Польский Владимирской области. На момент назначения его на эту должность работала одна фабрика, которая выполняла план на 36 %. Комков приложил много усилий для подъёма производства, и через несколько лет работали 3 фабрики, которые полностью выполняли плановые задания.
В 1950 году, как опытный и грамотный руководитель, был назначен директором вступающего в строй комбината искусственного волокна в городе Каменск Ростовской области. Через два года комбинат уже выполнял государственное задание и занял первое место среди родственных предприятий и знамя Совета Министров РСФСР и ВЦСПС.
В мае 1955 года был назначен директором Калининского комбината химического волокна. Строительство комбината ещё продолжалось, а фабрики и производства по выпуску искусственного волокна на протяжении нескольких лет не справлялись с заданием. С первых дней новый директор приложил все усилия подъёму производства, повышение качества продукции, выдерживания технологических параметров, снабжения сырьем. Был налажены связи с институтами. В четвёртом квартале 1956 года по итогам всесоюзного социалистического соревнования комбинат занял третье место.
Под его руководством комбинат стал одним из ведущих предприятий страны. Здесь был налажен выпуск новых сортов корда, повышенной прочности, который успешно применялся в производстве автомобильных шин.
Указом Президиума Верховного Совета СССР от 28 мая 1966 года за выдающиеся заслуги в выполнении заданий семилетнего плана по увеличению выпуска химической продукции и достижение высоких показателей в работе Комкову Аркадию Ивановичу присвоено звание Героя Социалистического Труда с вручением ордена Ленина и золотой медали «Серп и Молот».
За 12 лет под руководством Комкова комбинату удалось достичь огромных успехов в различных областях производства, начиная с внедрения новых технологий до заботы об охране окружающей среды. В 1967 году ушёл на пенсию.
Через год вернулся на производство и ещё несколько лет трудился старшим инженером-референтом.
Жил в городе Тверь. Скончался 19 ноября 1976 года. Похоронен на Дмитрово-Черкасском кладбище города Тверь.
Награждён орденом Ленина, медалями.
В Твери, на доме где жил Герой, установлена мемориальная доска.